# 后抑制反弹效应
后抑制反弹效应（英語：Ironic process theory, ironic rebound, or the white bear problem）,也称为讽刺性反弹或白熊问题, 是指这样一个心理过程：刻意抑制某些想法时，实际上会使这些想法更容易浮出水面。 一个例子是，当某人积极地试图不去想一只白熊时，他实际上更有可能想象一只白熊。